# 이영주 (1957년)
이영주(李永柱)는 대한민국의 제32대 해병대 사령관이다. 창군 이후 최초로 해병대 출신 해군사관학교 생도대장을 역임하였다.

## 개인 이력

### 학력
- 1981년 : 해군사관학교(35기) 문학사
- 1983년 : 국방대학교 행정학사 28기
- 1989년 : 동국대학교 대학원 행정학과 행정학 석사

### 수상
- 2015년: 보국훈장 국선장
- 2012년: 국방부장관 표창
- 2010년: 보국훈장 천수장
- 2006년: 대통령 표창
- 1996년: 대통령 표창
- 1986년: 보국훈장 광복장

### 경력
- 2007 : 해군사관학교 생도대장
- 2007: 해군사관학교 직무대리 부교장
- 2007 ~ 2008 : 해병대 기획관리부 부장
- 2008 ~ 2009 : 해병대 제6여단 여단장
- 2009 ~ 2010 : 합동참모본부 교리연습차장
- 2010.06 ~ 2013.09 : 대한민국 해병대 소장
- 2010.06 ~ 2011.11 : 해병대 제1사단 사단장
- 2011.11 ~ 2013.09 : 대한민국 합동참모본부 전비태세검열실 실장
- 2013.09 ~ 2015.04 : 대한민국 해병대 중장
- 2013.09 ~ 2015.04 : 해병대사령관 겸 서북도서방위사령부사령관
- 2016.7 ~ 2016.8 : 더불어민주당 당무위원 겸 특임안보행정촉탁위원
- 2017.5 : 문재인 후보 싱크탱크 정책공간 국민성장 일원
- 사단법인 밀리테크협회 자문위원